# Ketilengsingolelo
Ketilengsingolelo is een bestuurslaag in het regentschap Jepara van de provincie Midden-Java, Indonesië. Ketilengsingolelo telt 3256 inwoners (volkstelling 2010).